# Atlético Tecomán FC
Atlético Tecomán FC, früher Tecomán FC und später meistens als Atlético Tecomán bezeichnet, ist ein mexikanischer Fußballverein aus der Stadt Tecomán im Bundesstaat Colima.

## Geschichte
Die Fußballmannschaft des Tecomán FC stieg zur Saison 1978/79 in die seinerzeit noch drittklassige Tercera División ein und bestritt ihr erstes Spiel in dieser Liga am 17. September 1978 vor heimischem Publikum gegen die Industriales de Tepatitlán, das 1:1 endete.
Durch den Gewinn der Meisterschaft der Tercera División in der Saison 1982/83 gelang dem Tecomán FC der Aufstieg in die damals noch zweitklassige Segunda División. In dieser Liga war der Verein die nächsten neun Jahre bis zu seinem Abstieg in die drittklassige Segunda División 'B' vertreten, schaffte aber in der Saison 1992/93 den unmittelbaren Wiederaufstieg, so dass er 1993/94 seine insgesamt zehnte Spielzeit in der Segunda División absolvierte, die mit Einführung der Primera División 'A' in der Saison 1994/95 ihren Status als zweite Liga verlor. 
Bald darauf nahm der Verein die Bezeichnung „Atlético“ in seinen Vereinsnamen auf und dokumentierte damit seine Öffnung für den Breitensport. Unter seiner neuen Bezeichnung gewann er in der Clausura 2004 erneut die Meisterschaft der inzwischen nur noch viertklassigen Tercera División, in der seine Fußballmannschaft zuletzt zumindest noch in der Saison 2018/19 vertreten war.

## Erfolge
- Meister der Tercera División: 1982/83, Clausura 2004
- Vizemeister der Segunda División 'B': 1992/93